# Публий Херений Полион
Публий Херений Полион (на латински: Publius Herennius Pollio) е политик и сенатор на Римската империя през 1 век.
Произлиза от плебейската фамилията Херении в Древен Рим. Те са самнити от Кампания.
През юли и август 85 г. е суфектконсул заедно със своя син Марк Аний Херений Полион.